# Bulcy
Bulcy ist eine französische Gemeinde mit 144 Einwohnern (Stand: 1. Januar 2022) im Département Nièvre in der Region Bourgogne-Franche-Comté. Sie gehört zum Arrondissement Cosne-Cours-sur-Loire und zum Kanton Pouilly-sur-Loire. Die Bewohner werden Bulcycois und Bulcycoises genannt.

## Nachbargemeinden
Bulcy liegt etwa 28 Kilometer nordnordwestlich von Nevers am Fluss Mazou.
Nachbargemeinden von Bulcy sind Pouilly-sur-Loire im Norden und Nordwesten, Garchy im Nordosten, Narcy im Osten, Varennes-lès-Narcy im Osten und Südosten sowie Mesves-sur-Loire im Süden und Westen.

## Bevölkerungsentwicklung
| Jahr                       | 1962 | 1968 | 1975 | 1982 | 1990 | 1999 | 2006 | 2011 | 2016 |
| -------------------------- | ---- | ---- | ---- | ---- | ---- | ---- | ---- | ---- | ---- |
| Einwohner                  | 232  | 237  | 221  | 192  | 168  | 138  | 155  | 146  | 132  |
| Quellen: Cassini und INSEE |      |      |      |      |      |      |      |      |      |

## Sehenswürdigkeiten
- Kirche Saint-Martin aus dem 12. Jahrhundert, ehemalige Klosterkirche
- Burgruine
- Herrenhaus von Bulcy aus dem 16. Jahrhundert, Fassaden und Dächer seit 1976 als Monument historique eingeschrieben
- Schloss Neuville aus dem 14. Jahrhundert

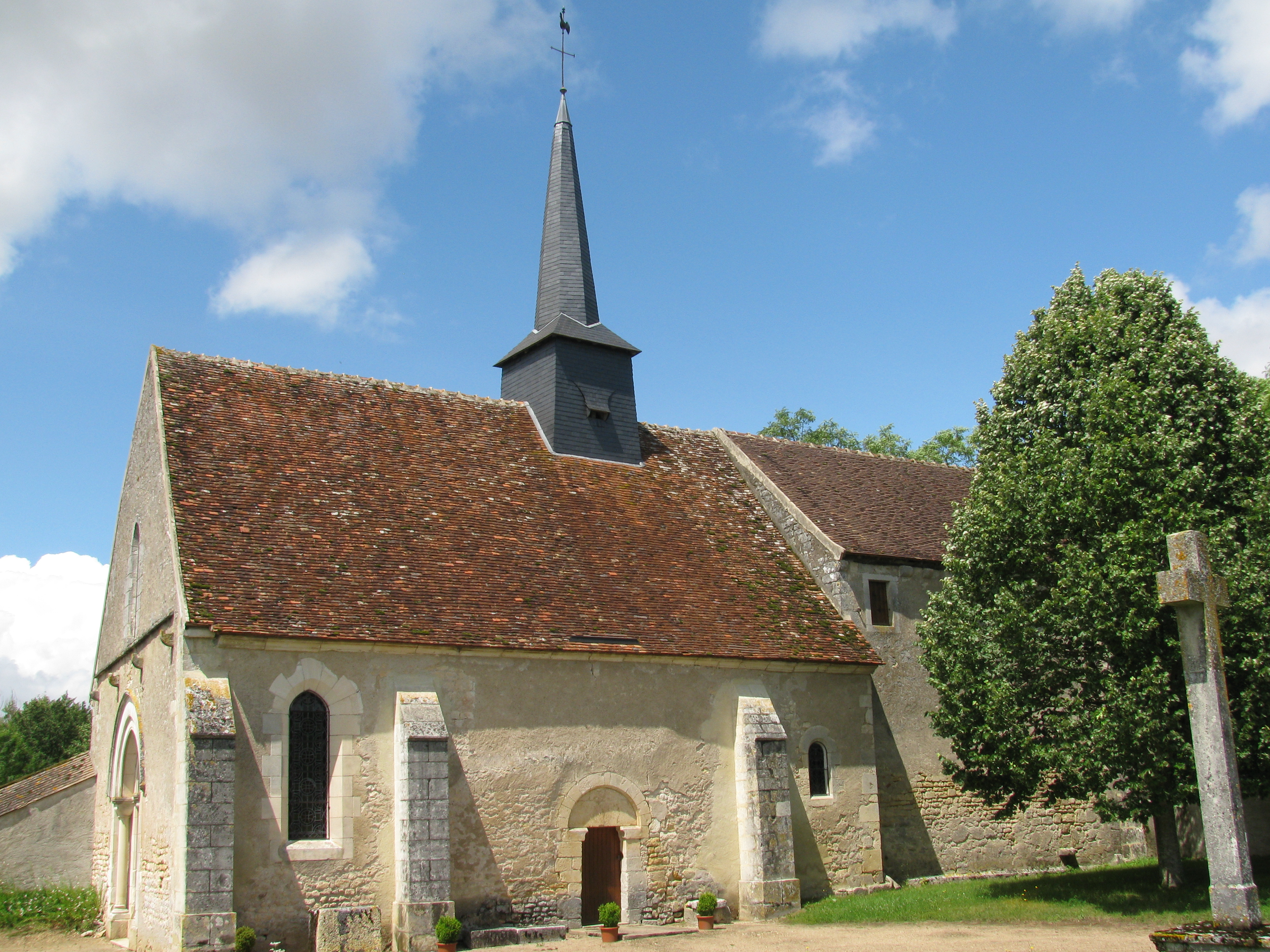
Kirche Saint-Martin
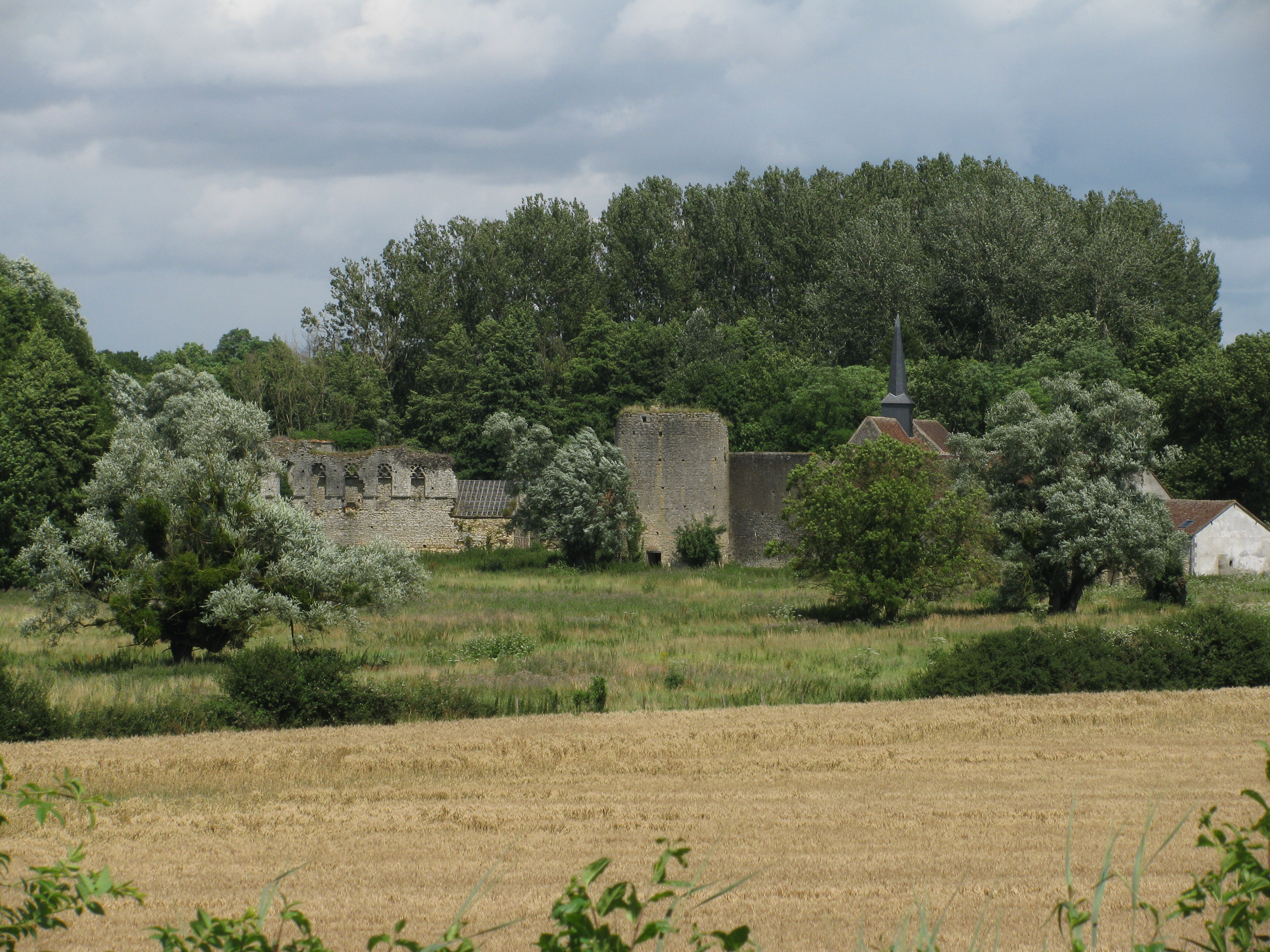
Burgruine
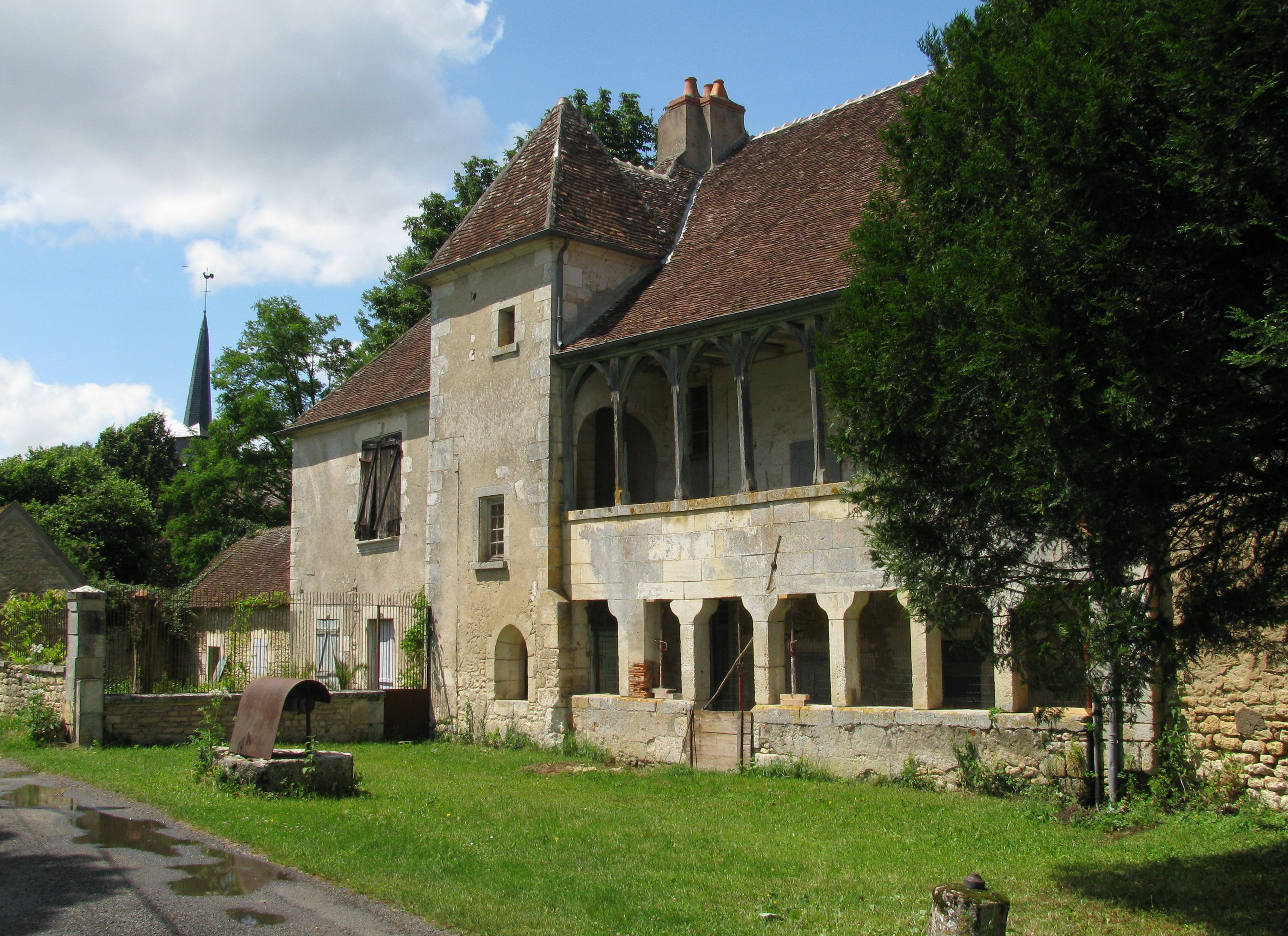
Herrenhaus Bulcy